# Lee Evans (Komiker)

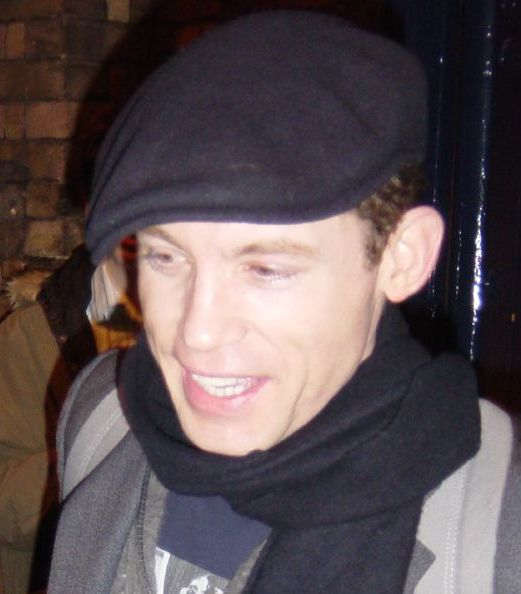
Lee Evans (2004)

Lee Evans (* 25. Februar 1964 in Bristol, England) ist ein britischer Komiker und Schauspieler.

## Leben
Der Vater von Lee Evans war ebenfalls Entertainer. Da dieser ständig unterwegs war, musste Evans als Kind häufig die Schule wechseln. Evans heiratete mit 20 Jahren. 1988 trat er erstmals beim Edinburgh Festival auf. Bekannt wurde er für seine energiegeladenen Liveauftritte. Später wirkte er auch in Musicals und Filmen mit, außerdem war er Namensgeber einer Comedy-Serie, die 2003 auch von der ARD ausgestrahlt wurde. Für seine Rolle im Film Funny Bones wurde er 1995 auf dem Pariser Film Festival als Bester Schauspieler ausgezeichnet.
Evans brach 2005 den Weltrekord als Einzelkomiker mit dem größten Livepublikum, indem er in Manchester eine Halle mit mehr als 10.000 Zuschauern füllte. Dieser Rekord wurde im Mai 2008 mit 15.900 Zuschauern von dem amerikanischen Komiker Chris Rock und am 12. Juli 2008 mit 70.000 Zuschauern von dem deutschen Komiker Mario Barth übertroffen.

## Filmografie (Auswahl)
- 1995: Clair de Lune (Fernsehfilm)
- 1995: Funny Bones – Tödliche Scherze (Funny Bones)
- 1997: Das fünfte Element (The Fifth Element)
- 1997: Mäusejagd (Mousehunt)
- 1998: Verrückt nach Mary (There's Something About Mary)
- 2000: The Ladies Man
- 2001: The Martins
- 2002: Grabgeflüster – Liebe versetzt Särge (Plots with a View)
- 2002: Dinotopia (nur Stimme)
- 2003: Das Medaillon (The Medallion)
- 2004: Freeze Frame
- 2005: The Magic Roundabout (nur Stimme)
- 2007: The History of Mr Polly (Fernsehfilm)
- 2007: The Dinner Party (Fernsehfilm)
- 2009: Doctor Who (Fernsehserie, Folge Planet of the Dead)

## Auszeichnungen
- 2011: British Comedy Award Outstanding Contribution to Comedy
- 1995: Paris Film Festival Bester Darsteller in Funny Bones
- 1993: Edinburgh Comedy Award